# Gary Connery
Pour les articles homonymes, voir Connery.
Gary Connery, né en 1970, est un BASE jumper et un cascadeur britannique. Il est connu pour avoir effectué en mai 2012 une cascade en wingsuit depuis un hélicoptère à 731 m de haut. Il a atterri sans avoir utilisé son parachute. Sa combinaison l'ayant suffisamment freiné pour atterrir dans une pile de 18 000 cartons .